# Christopher McQuarrie
Christopher McQuarrie (ur. 12 czerwca 1968 w Princeton Junction w New Jersey) – amerykański scenarzysta, reżyser i producent filmowy oraz aktor. Zdobywca Oscara.

## Zarys kariery
McQuarrie stał się znany głównie dzięki scenariuszom pisanym dla Bryana Singera. Wspólnie zrealizowali Publiczną terapię (1993) i Podejrzanych (1995). Drugi z tych filmów, stylowy i pełen zwrotów akcji kryminał, spotkał się z uznaniem krytyki, a McQuarriemu przyniósł w 1996 Nagrodę Akademii Filmowej. W 2000 zadebiutował jako reżyser obrazem Desperaci z Juliette Lewis, Benicio del Toro i Jamesem Caanem w rolach głównych.

## Filmografia

### Scenarzysta
- 1993: Publiczna terapia (Public Access) – wspólnie z Bryanem Singerem i Michaelem Feitem Douganem
- 1995: Podejrzani (The Usual Suspects)
- 2000: Desperaci (The Way of the Gun)
- 2008: Walkiria (Valkyrie) – wspólnie z Nathanem Alexandrem
- 2010: Turysta (The Tourist)
- 2012: Jack Reacher: Jednym strzałem (Jack Reacher)
- 2013: Jack pogromca olbrzymów (Jack the Giant Slayer)
- 2014: Na skraju jutra (Edge of Tomorrow)
- 2015: Mission: Impossible – Rogue Nation
- 2017: Mumia (The Mummy)
- 2018: Mission: Impossible – Fallout
- 2022: Top Gun: Maverick
- 2023: Mission: Impossible – Dead Reckoning
- 2025: Mission: Impossible – The Final Reckoning

### Reżyser
- 2000: Desperaci (The Way of the Gun)
- 2012: Jack Reacher: Jednym strzałem (Jack Reacher)
- 2015: Mission: Impossible – Rogue Nation
- 2018: Mission: Impossible – Fallout
- 2023: Mission: Impossible – Dead Reckoning
- 2025: Mission: Impossible – The Final Reckoning

## Nagrody
- Nagroda Akademii Filmowej Najlepszy scenariusz oryginalny: 1996 Podejrzani
- Nagroda BAFTA Najlepszy scenariusz oryginalny: 1995 Podejrzani